# Интернет-цензура на Украине

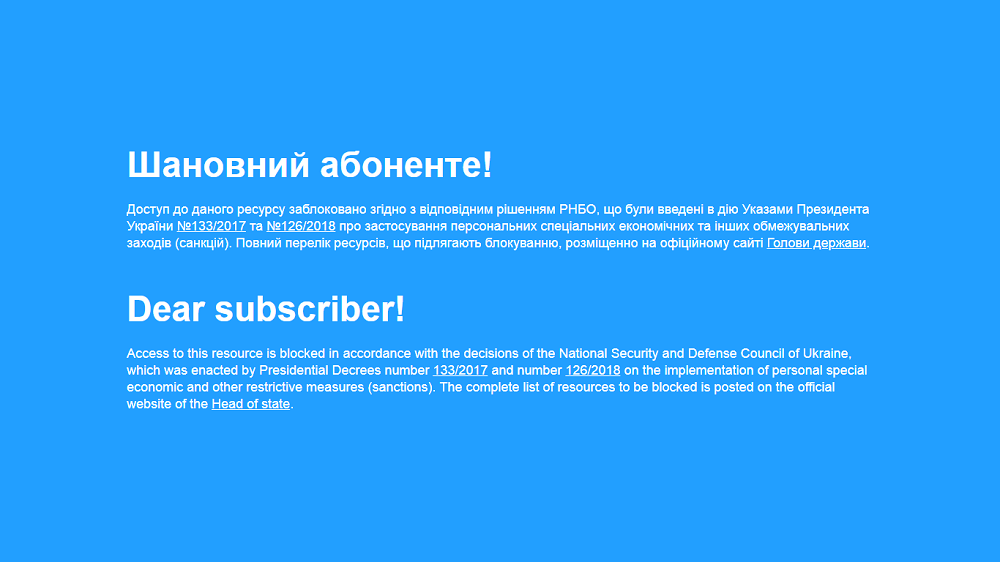
Сообщение, появляющееся у клиентов провайдера «Киевстар» при попытке зайти на заблокированные сайты

В 2017 году, в связи с угрозой российских кибератак и интернет-пропаганды, в Украине был заблокирован доступ к нескольким российским вебсайтам, в том числе к одной из популярных социальных сетей ВКонтакте. В результате ограничений посещение ВКонтакте украинскими пользователями упало.
Аргументы украинских властей и поддерживающих блокировку в основном сводились к безопасности. Указывалось, что российские вебсайты используются для ведения гибридной войны против Украины, что захват Россией украинского Крыма и гибридная война России против Украины на Донбассе не случились бы без длительного российского информационного присутствия в Украине. Среди поддерживающих блокировку были украинские журналисты, медиа эксперты и политологи. Противники блокировки указывали, что санкции были фактически направлены не на российские компании, а на украинских пользователей, которые теряли средство личной коммуникации и рекламы для бизнеса. Международные организации указывали на непропорциональность и политическую мотивацию блокировок. Против блокировок высказывались правительство РФ, компании, оказавшиеся под санкциями, международные организации, украинские IT и медиа эксперты. Как считает международная правозащитная организация Freedom House, блокировка сайтов ограничила права украинцев и нанесла значительный ущерб свободе слова. Представители организации отмечают, что украинцы полностью не лишились доступа к заблокированным веб-сайтам и используют VPN; прибыли компаний, ресурсы которых запретили, не претерпели существенных изменений.
По состоянию на 16 января 2021 года властями Украины заблокировано 636 доменов (в конце 2019 года — 461), из них 252 — бессрочно. Ответственность за посещение этих ресурсов не предусмотрена.
Мэтью Шааф, директор местного представительства организации, указывает на избирательность подхода украинской власти к блокированию. Ведь дезинформация и пропагандистские материалы размещаются и в других соцсетях, в частности Facebook и Twitter, однако они не являются заблокированными для украинцев. «Просто блокируя доступ, без принятия других мер для эффективного противодействия таким угрозам, как дезинформация, чиновники, фактически, в первую очередь подрывают заявленные ими же цели введения этих санкций», — считают в Freedom House.
Советник министра обороны Украины, заместитель министра информационной политики Украины времён президентства Порошенко Татьяна Попова считает, что в результате существенного падения использования соцсети среди украинских пользователей сеть перестала нести угрозу национальной безопасности Украины.

## Решения СНБО и указы Президента

### Указ Президента № 133/2017
15 мая 2017 года президент Украины Пётр Порошенко своим Указом № 133/2017 ввёл в действие решение СНБО от 28 апреля 2017 года «О применении персональных специальных экономических и других ограничительных мер (санкций)».
Решение предусматривает блокировку на территории Украины ресурсов российского холдинга Вконтакте, Яндекса и прочих:
- Лаборатория Касперского: http://www.kaspersky.ru/;
- Доктор Веб: https://www.drweb.ru/;
- Яндекс: всего 89 ресурсов (см. ниже);
- Mail.ru, ВКонтакте и Одноклассники: www.mail.ru, www.vk.com, www.ok.ru.

Срок действия данных блокировок составлял 3 года и уже истёк, поэтому в мае 2020 года те же ограничения были введены повторно Указом № 184/2020.
По состоянию на апрель 2017 года 78 % всех пользователей Интернета с Украины (около 20 млн) имели аккаунт в VK, по состоянию март 48 % украинских пользователей ежедневно пользовались «Яндексом». Под запрет попало также программное обеспечение, в том числе программное обеспечение для обработки лингвистической информации ABBYY и бухгалтерское ПО 1C, которое используется во многих украинских компаниях.
Украина подписала Европейскую конвенцию по правам человека и Международный пакт о гражданских и политических правах. Эти соглашения гарантируют право на свободу выражения мнений и доступ к информации. Вводить разрешается лишь такие ограничения, которые соразмерны своей законной цели. Запрет, налагаемый в указе, не соответствует этому критерию, считают в правозащитной организации Human Rights Watch.

#### Реакция
Решение о блокировании российских интернет-ресурсов вызвало противоречивую реакцию как у мирового сообщества, так и внутри Украины.
- Представитель МИД РФ Мария Захарова 16 мая 2017 года назвала блокировку проявлением цензуры по политическим мотивам[10].
- Репортёры без границ осудили запрет российских социальных сетей, назвав его диспропорциональной мерой, которая серьёзно подрывает право украинского народа на информацию и свободу выражения взглядов[11].
- Генеральный секретарь Совета Европы Турбьёрн Ягланд выразил обеспокоенность украинским запретом на крупные российские интернет-сервисы. «Блокировка соцсетей, поисковиков, почтовых сервисов и новостных сайтов противоречит нашему общему пониманию свободы слова и прессы. Более того, подобные широкомасштабные запреты нарушают принцип пропорциональности», — говорит он[12].
- Правозащитная организация Human Rights Watch призвала украинские власти немедленно отменить своё решение[9].

#### Причины

##### Официально
Официально причиной запрета считается то, что запрещённые сайты передают персональную информацию украинцев на расположенные в России серверы, а также то, что на них якобы распространяется пророссийская пропаганда, порнография и существуют группы «Синий кит». Однако из других источников сообщается, что в соцсети ВКонтакте успешно действуют проукраинские сообщества, пропаганду можно найти в Facebook и Youtube, в Яндексе — вообще всё, что есть в Интернете.
Руководитель службы по вопросам информационной безопасности Аппарата СНБО Валентин Петров сообщил:

Сервисы «Яндекса», например «Яндекс.Пробки», «Навигатор» — это же в режиме онлайн получается информация о состоянии путей, пропускной способности и загруженности всех дорог на территории Украины. Если надо планировать любое наступление, прорыв, или какие-то другие действия — то лучшей ситуации и не придумаешь. Не нужны и агентура, разведчики, даже спутники не нужны. Мы все сами даем.
— Руководитель службы по вопросам информационной безопасности Аппарата СНБО Валентин Петров

#### Последствия
Сторонники блокировок считали, что запрет российских сайтов поспособствует запуску украинских аналогов. Попытки были, но не увенчались успехом.

#### Замечания относительно юридической плоскости Указа
Председатель комитета Верховной рады по вопросам свободы слова и информационной политики Виктория Сюмар указала на то, что решение СНБО находится вне правового поля.

#### Обжалование Указа
14 июня 2017 года Высший административный суд Украины отказал в удовлетворении иска гражданина Украины, студента Национального университета «Киево-Могилянская академия» Никиты Евстифеева к президенту Украины о признании неправомерным указа о запрете на территории Украины социальных сетей и ряда других интернет-ресурсов
Коллегия судей ВАСУ отказала в признании противоправными и недействительными ряда пунктов указа президента от 15 мая о введении в действие решения СНБО от 28 апреля 2017 г. «О применении персональных специальных экономических и других ограничительных мер (санкций)» 31 мая.